# ایو پریست
ایو پریست (انگلیسی: Ève Périsset؛ زادهٔ ۲۴ دسامبر ۱۹۹۴) بازیکن فوتبال اهل فرانسه است.
از باشگاه‌هایی که در آن بازی کرده‌است می‌توان به باشگاه فوتبال زنان المپیک لیون اشاره کرد.
وی همچنین در تیم‌های ملی فوتبال France women's national under-17 football team, France women's national under-20 football team، و زنان فرانسه بازی کرده‌است.